# Лонгакр
«Лонга́кр» (англ. The Longacre Theatre) — бродвейский театр, расположенный в западной части 48-й улицы в театральном квартале Манхэттена, Нью-Йорк, США. Управляется театральной компанией «The Shubert Organization».

## История
Здание построено на средства импресарио Гарри Фрази по проекту архитектора Генри Бомонта Херца в 1912 году в стиле французского неоклассицизма. Театр открылся комедийной пьесой «Вы жулик?» 1 мая 1913 года. Имя «Лонгакр» получил по первому названию площади Таймс. В период с середины 40-х до начала 50-е годов прошлого века здание использовалось в качестве радио- и телестудий.
Второе бродвейское возрождение мюзикла «Клетка для чудаков» принесло театру кассовые рекорд: за неделю, оканчивающуюся 20 июля 2010 года, восемь спектаклей заработали почти 688 тыс долларов.

## Основные постановки
- 1913: «Адель»
- 1913: «Пара шестёрок»
- 1919: «Адам и Ева»
- 1921: «Спасибо»
- 1930: «Увертюра»
- 1935: «Ожидание левши»
- 1955: «Жаворонок»
- 1961: «Носорог»
- 1966: «Марк Твен сегодня»
- 1975: «Риц»
- 1980: «Дети меньшего бога»
- 1985: «День смерти Джо Эгга»
- 1994: «Медея»
- 1997: «Молодой человек из Атланты»
- 2001: «Нюрнбергский процесс»; «Тысяча клоунов»
- 2005: «Кто боится Вирджинии Вулф?»
- 2008: «Боинг-Боинг»
- 2010: «Клетка для чудаков»
- 2011: «Чинглиш»
- 2013: «Первое свидание»
- 2014: «О мышах и людях»
- 2015: «Верность»
- 2022: «Леопольдштадт»